# Jean-Marie Jacquemin

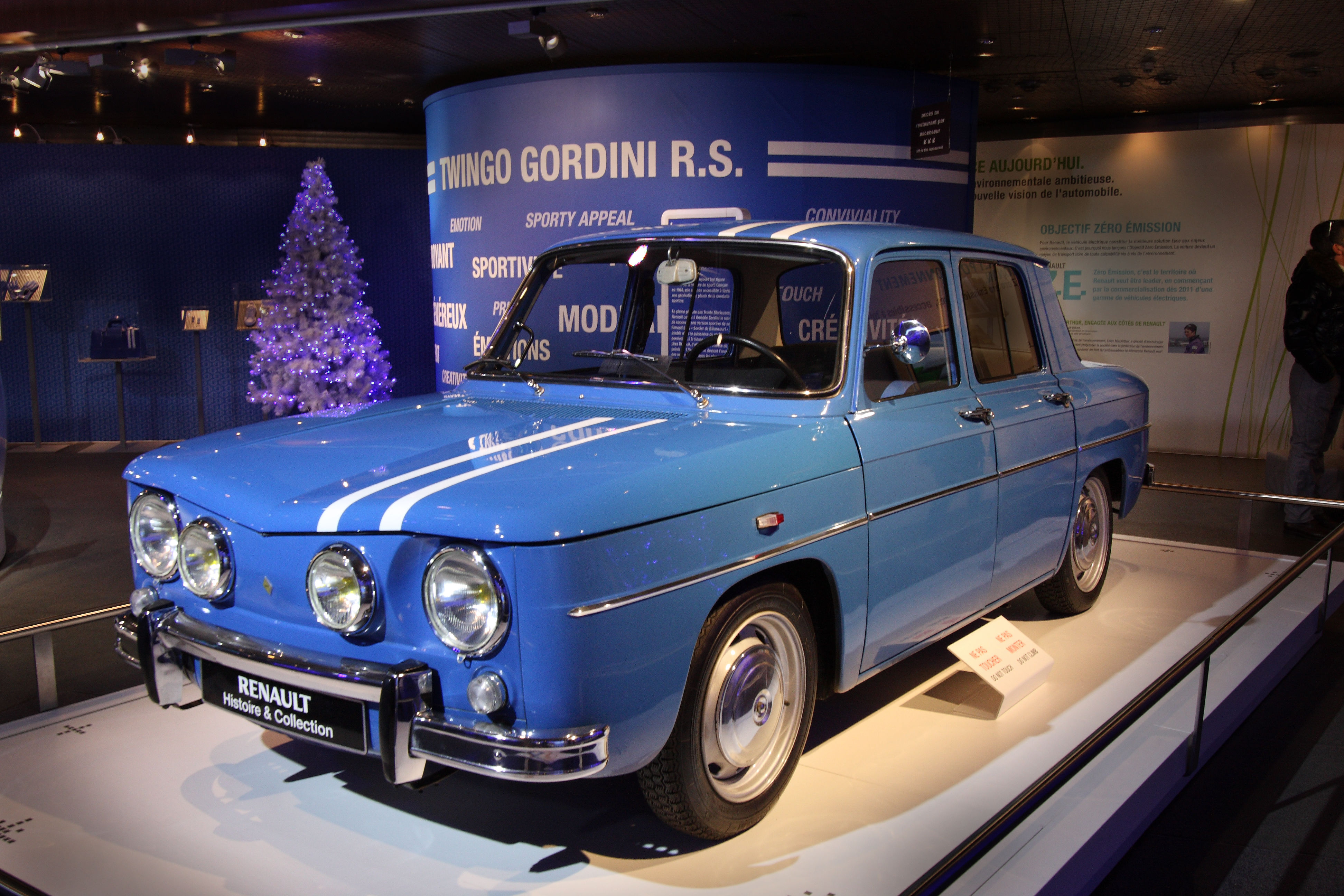
Auf einem Renault 8 Gordini gewann Jean-Marie Jacquemin 1967 seine erste Rallye

Jean-Marie Jacquemin (* 6. August 1942) ist ein belgischer Unternehmer und ehemaliger Rallye- und Rundstrecken-Rennfahrer.

## Karriere als Rennfahrer
Jean-Marie Jacquemin war seit 1966 fast vier Jahrzehnte im Rallyesport aktiv. Außerdem bestritt er immer wieder ausgewählte Rundstreckenrennen. Seinen ersten Gesamterfolg bei einer Rallye feierte er auf einem Renault 8 Gordini beim 12-Stunden-Rennen von Huy 1967. Er fuhr viele Jahre in der belgischen Rallye-Meisterschaft, deren Gesamtwertung er 1968 gewinnen konnte. Er ging in der Rallye-Europameisterschaft an den Start und wurde 1978 auf einem Chrysler Sunbeam Dreizehnter bei der Tour de Corse (Sieger Bernard Darniche und Alain Mahé im Fiat 131 Mirafiori Abarth).
Auf der Rundstrecke war sein größter Erfolg der zweite Rang hinter Herbert Müller beim 1-Stunden-Rennen von Nivelles 1972, einem Wertungslauf der europäischen GT-Meisterschaft dieses Jahres. Beide fuhren einen De Tomaso Pantera. 1971 wurde er Gesamtfünfter bei Tour de France für Automobile. Zweimal startete er beim 24-Stunden-Rennen von Le Mans. Nach einem Ausfall 1971 beendete er das Rennen 1972 an der Seite von Yves Deprez im De Tomaso Pantera an der 16. Stelle der Gesamtwertung.

## Unternehmer
1981 gründete Jean-Marie Jacquemin in der französischen Gemeinde Sainghin-en-Mélantois das Fahrzeugtuning-Unternehmen Jacquemin Tuning. 2016 kam das Unternehmen in die Schlagzeilen, nachdem ein Mitarbeiter zwischen 2006 und 2016 1.500.000 Euro Unterschlagen hatte. 2018 wurde der Mann zur Rückzahlung der Summe und einer mehrjährigen Haftstrafe verurteilt.

## Statistik

### Le-Mans-Ergebnisse
| Jahr | Team           | Fahrzeug          | Teamkollege    | Platzierung | Ausfallgrund |
| ---- | -------------- | ----------------- | -------------- | ----------- | ------------ |
| 1971 | Jean Égreteaud | Porsche 911S      | Jean Égreteaud | Ausfall     | Motorschaden |
| 1972 | Claude Dubois  | De Tomaso Pantera | Yves Deprez    | Rang 16     |              |

### Einzelergebnisse in der Sportwagen-Weltmeisterschaft
| Saison | Team                 | Rennwagen         | 1   | 2   | 3   | 4   | 5   | 6   | 7   | 8   | 9   | 10  | 11  |
| ------ | -------------------- | ----------------- | --- | --- | --- | --- | --- | --- | --- | --- | --- | --- | --- |
| 1970   | Jean-Marie Jacquemin | Alpine A110       | DAY | SEB | BRH | MON | TAR | SPA | NÜR | LEM | WAT | ZEL |     |
| 1970   | Jean-Marie Jacquemin | Alpine A110       |     |     |     |     |     | 19  | 24  |     |     |     |     |
| 1971   | Jean Égreteaud       | Porsche 911       | BUA | DAY | SEB | BRH | MON | SPA | TAR | NÜR | LEM | ZEL | WAT |
| 1971   | Jean Égreteaud       | Porsche 911       |     |     |     |     |     | DNF |     |     |     |     |     |
| 1972   | Claude Dubois        | De Tomaso Pantera | BUA | DAY | SEB | BRH | MON | SPA | TAR | NÜR | LEM | ZEL | WAT |
| 1972   | Claude Dubois        | De Tomaso Pantera |     |     |     |     |     | 7   |     |     | 16  |     |     |